# Hardtheim
Hardtheim ist Ortsteil des Marktes Floß im Bezirk Oberpfalz im Landkreis Neustadt an der Waldnaab.

## Geographische Lage
Hardtheim liegt etwa 500 Meter nordöstlich von Floß an der Staatsstraße 2395 auf dem Südufer der Floß.

## Geschichte
Hardtheim ist eine im 20. Jahrhundert entstandene neue Siedlung. Am 1. Januar 1976 wurde diese Siedlung als Gemeindeteil von Floß mit dem Namen Hardtheim anerkannt. 1980 gründete ein Steinmetz aus Floß, Erich Stich, in Hardtheim einen Steinmetzbetrieb.